# Konserwator (film)
Konserwator (hebr. בוקר טוב אדון פידלמן, Boker tow adon Fidelman) – dramat filmowy produkcji izraelskiej z 2011 roku w reżyserii Josiego Madmoniego. Scenariusz opracował Erez Kav-El. W rolach głównych wystąpili Sason Gabbaj, Sara Adler, Henry David, Newo Kimchi i Rami Danon. Światowa premiera obrazu odbyła się 21 stycznia 2011 roku. Natomiast w Izraelu 25 sierpnia 2011.
Film otrzymał 12 nominacji i 4 nagrody. Zdobył nagrodę Izraelskiej Akademii Filmowej w kategorii Najlepsza muzyka. Obraz otrzymał także Kryształowy Globus, główną nagrodę na Międzynarodowym Festiwalu Filmowym w Karlowych Warach.

## Fabuła
Źródło.
Historia ojca i syna. Ojciec (Sason Gabbaj), konserwator antyków pragnie zachować swój warsztat. Odmiennego zdania jest syn (Henry David), który próbuje go zamknąć.

## Obsada
- Sason Gabbaj jako pan Fidelman
- Henry David jako Anton
- Rami Danon jako Malamud
- Sara Adler jako Chawwa
- Israel Sasha Demidov jako Israel Demidov